# Goldschmidtita
Goldschmidtita (IMA2017-G, IMA1966-011) é um mineral do grupo perovskita . Sua fórmula é KNbO3 e a fórmula ideal (K, REE, Sr) (Nb, Cr) O3. Um único grão de goldschmidtita foi encontrado como uma inclusão em um diamante do tubo Koffiefontein na África do Sul. O mineral recebeu o nome de Victor Moritz Goldschmidt, que viveu no final do século XIX e início do século XX e foi um mineralogista famoso e antigo.